# Николенко, Григорий Филиппович
Григорий Филиппович Николенко (1 мая 1924, Бандуровка, Екатеринославская губерния — 1 декабря 2022) — советский хозяйственный деятель, первый директор Целинного НИИМЭСХ (1962—1971).

## Биография
Родился 1 мая 1924 года в с. Бандуровка
В 1941—1942 гг. работал трактористом. В 1943—1944 гг. участник боев на 2-м Украинском, 2-м Белорусском фронтах в составе 55-го СП 20-й СД, 204-го СП 706-й СД. Комиссован после тяжёлого ранения.
В 1949 г. окончил Харьковский институт механизации и электрификации сельского хозяйства, инженер-механик.
Получил направление в старейший в Казахстане зерновой совхоз «Фёдоровский» Фёдоровского района Кустанайской области (организован в 1928 году). Работал главным инженером, с 1958 г. директором (41 116 гектаров земли, из которой пашни 31,8 тысячи га). В 1959 году вывел хозяйство на безубыточную работу благодаря резкому снижению себестоимости зерна. В 1960 г. его совхоз получил урожайность пшеницы по 14,5 ц с 1 га на площади 22 тыс. га и ячменя по 16,3 ц с 1 га на площади 1110 га, сдано государству 2 млн пудов зерна. В дальнейшем это сельхозпредприятие сохранило позитивную динамику, и в 1967 году было награждено орденом Ленина.
В 1962 году Николенко назначен директором создаваемого Целинного НИИМЭСХ, призванного научным способом решить важнейшие вопросы по комплексной механизации сельскохозяйственного производства и рациональному использованию машинно-тракторного парка северных регионов Казахстана.
Под его руководством в сжатые сроки была построена инфраструктура: помещения для лабораторий, библиотеки, административно-хозяйственной службы, общежития, школа, детский сад, жилые дома. Приглашались на работу квалифицированные специалисты, выпускники ВУЗов. В результате через три года после открытия в институте вели научную деятельность 7 лабораторий, объединённых в 2 отдела. НИИ начал разработку широкозахватной противоэрозионной сельскохозяйственной техники для возделывания и уборки зерновых и кормовых культур.
С целью создания лучших условий работы учёных по настоянию Николенко в январе 1970 года институт был переведен из пос. Щербаково в Кустанай, где находится и сейчас (с 2007 года является Костанайским филиалом Казахского НИИ механизации и электрификации сельского хозяйства).
С 1971 года — заместитель председателя Кустанайского областного объединения «Сельхозтехника». Затем, уже будучи пенсионером, до 1995 года работал в различных организациях агропромышленного комплекса.
Награждён орденами Ленина, Отечественной войны I степени, Трудового Красного Знамени (дважды), «Знак Почёта», и многими медалями, в том числе «За отвагу» (19.10.1943).
Сочинения:
- На земле целинной [Текст] : [Совхоз «Федоровский»] / [Лит. запись М. А. Леденева]. — Алма-Ата : Казсельхозгиз, 1962. — 83 с. : ил.; 20 см.